# Raphaël Feuillâtre
Raphaël Feuillâtre est un guitariste classique français né en 1996 à Djibouti.

## Biographie
Raphaël Feuillâtre naît en 1996 à Djibouti et grandit en France à Cholet,,,.
Il étudie la guitare classique au Conservatoire de Cholet puis au Conservatoire de Nantes dans la classe de Michel Grizard, enfin, à partir de 2015 auprès de Roland Dyens puis Tristan Manoukian au Conservatoire de Paris, où il obtient une licence d'interprétation en 2017 et un master en 2019,,,. Il travaille également avec Judicaël Perroy.
Comme interprète, Raphaël Feuillâtre se distingue lors de plusieurs concours internationaux, remportant notamment le premier prix du Concours international de guitare José-Tomás Villa-de-Petrer à Valence en 2017 puis le premier prix du Concours de la Guitar Foundation of America (GFA) en 2018,.
Sa carrière de soliste prend son essor à la suite de ces succès,.
En 2021, il est nommé Révélation classique de l'Adami.
En 2022, Raphaël Feuillâtre signe avec le label Deutsche Grammophon.
Avec son premier album publié sous l'étiquette jaune, Visages baroques, il est en 2023, après Víkingur Ólafsson, le 2e des artistes de musique classique les plus écoutés au monde sur Apple Music Classical.

## Discographie
- Raphaël Feuillâtre : Guitar Recital, LSM, 2018[6],[4]
- Raphaël Feuillâtre : Guitar Recital, Naxos, 2019[6],[4]
- Raphaël Feuillâtre : Visages baroques, Deutsche Grammophon, 2023[5],[1]
- Raphaël Feuillâtre : Spanish Serenades (Sérénades espagnoles), Deutsche Grammophon, 2025[3]